# Исламистское восстание в Сирии
Исламистское восстание в Сирии (араб. تمرد الإخوان المسلمين‎ — «восстание „Братьев-мусульман“») — серия вооружённых выступлений исламистов-суннитов, по преимуществу членов организации «Братья-мусульмане», произошедших в Сирии в 1976—1982 годах. Атаки исламистов были направлены главным образом против правящей партии Баас, а также против мусульман-алавитов, так как президент страны и многие ответственные деятели государства, партии Баас, службы безопасности Сирии были представителями этой общины. Наиболее известным эпизодом восстания был штурм правительственными войсками города Хама, в результате которого по разным оценкам погибли от 2 до 40 тысяч человек.
Первые столкновения Братьев-мусульман с Баас начались вскоре после прихода последней к власти в результате государственного переворота 1963 года. В 1964 году деятельность Братьев-мусульман в стране была запрещена.
Вскоре после оккупации Сирией Ливана в 1976 году произошла серия убийств высокопоставленных сирийцев-алавитов. В убийствах правительство обвинило Братьев-мусульман. В 1979 году Братья-мусульмане организовали убийство нескольких десятков алавитов-курсантов военного училища в Алеппо. Эти события стали началом полномасштабной террористической деятельности, направленной против баасистов и алавитов. В одном Алеппо с 1971 по 1981 годы были убиты 300 человек, в основном алавитов и членов Баас.
В марте 1980 года по всей Сирии прокатилась волна массовых уличных протестов, зачастую перераставших в стычки с полицией. В демонстрациях принимали участие как исламисты, так и светские организации. Власти отвечали подавлением выступлений при помощи войск при поддержке бронетехники и вертолетов.
Основным оплотом консервативных и исламистских настроений был город Хама. В 1982 году правительственные войска захватили мятежный город. После взятия Хамы активные выступления Братьев-мусульман постепенно прекратились.